# Depersonalisierung (Kunst)
Als Depersonalisierung werden Tendenzen in der Kunst, Literatur und Theater bezeichnet, die angesichts der Verunsicherung über die zentrale Stellung des Subjekts um 1900 radikal vom Individuellen abstrahieren, das Individuum als bloßes Objekt erscheinen lassen, es aggressiv deformieren oder parodieren, bei der Personendarstellung nur das Typische hervorheben, anthropomorphe Figuren geometrisch, technisch-mechanisch verformen oder aus Objekten wie Maschinenteilen konstruieren.

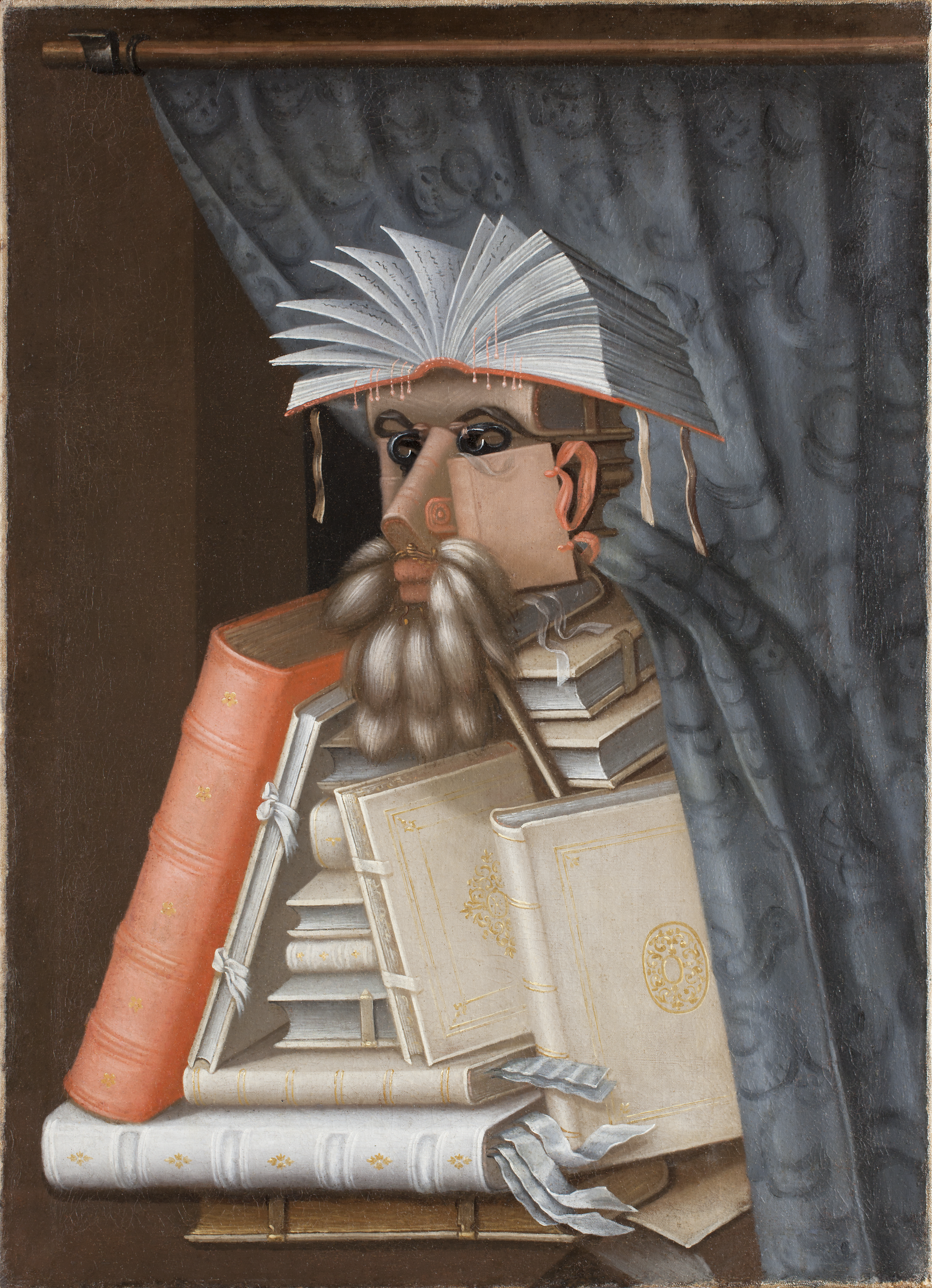
Arcimboldo: Der Bibliothekar (1562), Schloss Skokloster

## Frühe Beispiele
Deformierte Körperformen und hyperbolische Verzerrungen waren jahrtausendelang in der Kunst nicht nur der außereuropäischen Völker dominant. Die aus frühzeitlichen Mythologien und der spätantiken und mittelalterlichen Kunst bekannte Groteske kann als eine Form der Depersonalisierung angesehen werden, weil sie Körperformen bis ins Phantastische übertreibt. Nach Michail Bachtin ist die Groteske in Literatur und bildender Kunst nicht nur eine in satirischer Absicht benutzte Hyperbel, sondern signalisiert eine grundlegende Ambivalenz: Einerseits erkennen wir in ihr die Realität wieder, andererseits empfinden wir moralische Befriedigung, indem wir das Dargestellte verhöhnen. Zugleich ist der groteske Körper keine individuelle Einheit, sondern nur ein Stadium eines dauernden Prozesses der Verwandlung und Erneuerung: Er ist entgrenzt, zerstückelt und wieder zusammengesetzt (wie die Chimäre mit ihrem Mischkörper), oder er besteht aus „Einbrüchen und Erhebungen“, zeigt sein Innenleben und seine Öffnungen.

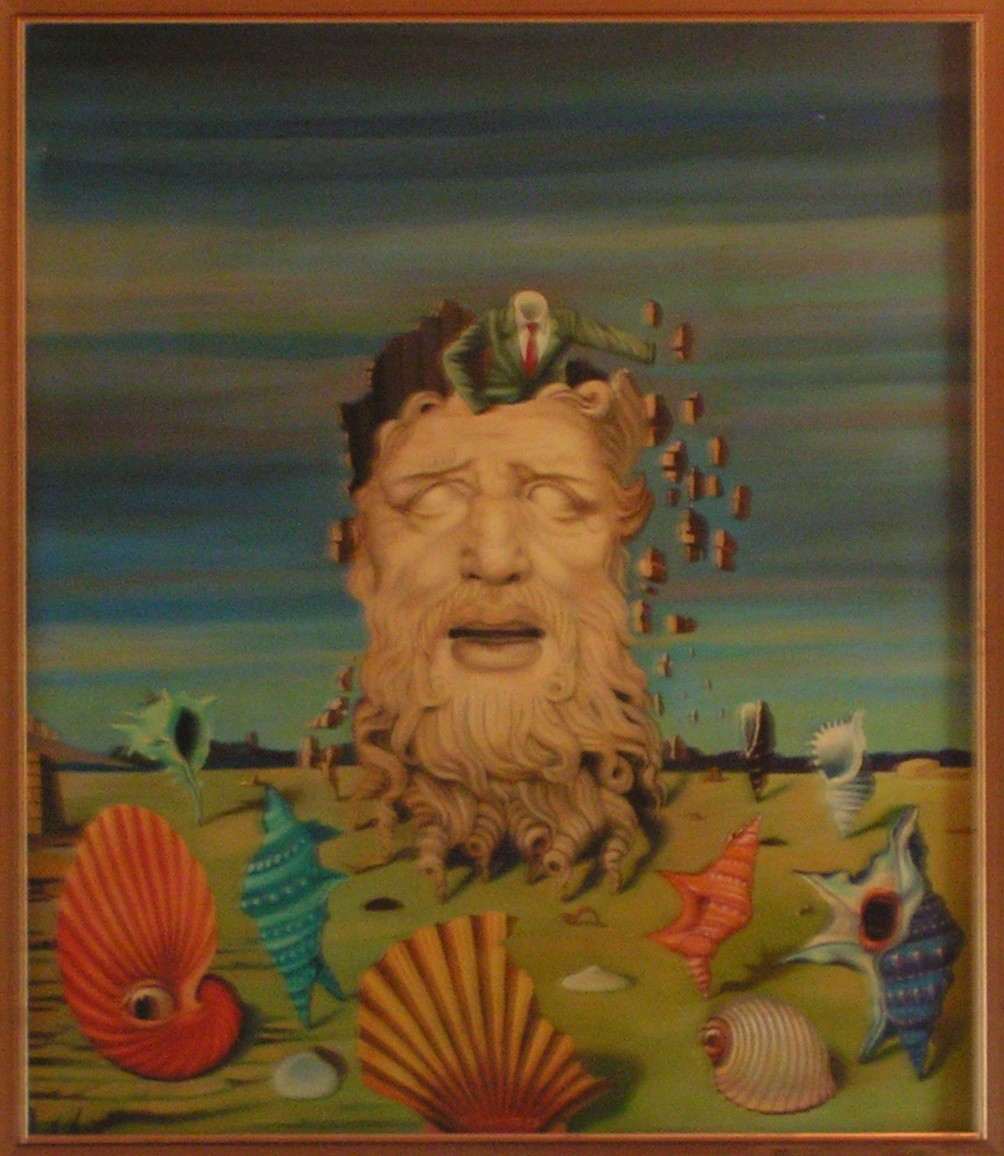
William Girometti: Illusorische Argumentation (1974). Das Bild zeigt den Einfluss von Arcimboldo.

Eine radikalere Depersonalisierung findet sich in der manieristischen Kunst in den aus Pflanzen oder anderen Objekten zusammengesetzten Porträts Giuseppe Arcimboldos oder bei Jacopo da Pontormo, der Äste in Form von Frauenkörpern zeichnet. Darin spiegelt sich die Vorstellung der engen Verbindung der Elemente der Natur miteinander und der Einheit des Menschen mit dem Kosmos, der Tier- und Pflanzenwelt.
Hingegen entwerfen die Tropen der petrarkistisch-manieristischen Lyrik bei der Beschreibung vor allem des weiblichen Körpers einen virtuellen Kunstkörper, der das natürliche Original übertreffen soll. Durch die Überbetonung der Künstlichkeit dieser Kunstkörper, die in der stilistischen Hyperbolik der Körpergedichte Hoffmannswaldaus einen Höhepunkt erreicht, wird die Naturfeindschaft der modernen Kunst antizipiert. Depersonalisierung und Denaturierung des weiblichen Körpers mediatisieren ihn vollständig und machen ihn zur „Schrift“.

## Moderne und Avantgarde
Paradoxerweise zeigen sich sowohl Naturfeindlichkeit als auch Zivilisationskritik in der Tendenz zur Depersonalisierung in der Kunst und Literatur des Expressionismus und Futurismus, des synthetischen Kubismus, Dadaismus und anderer Strömungen der Avantgarde und des Primitivismus, die sich vom Naturalismus und Impressionismus abwenden. Darüber hinaus zielen viele Vertreter der Moderne in ihren Werken auf die Verdrängung oder Eliminierung von Affekten und bedienen sich dazu verschiedener Techniken der Depersonalisierung. So kann die Depersonalisierung den Zugang zum Innenleben einer dargestellten konkreten Person verschließen. 

### Bildende Kunst

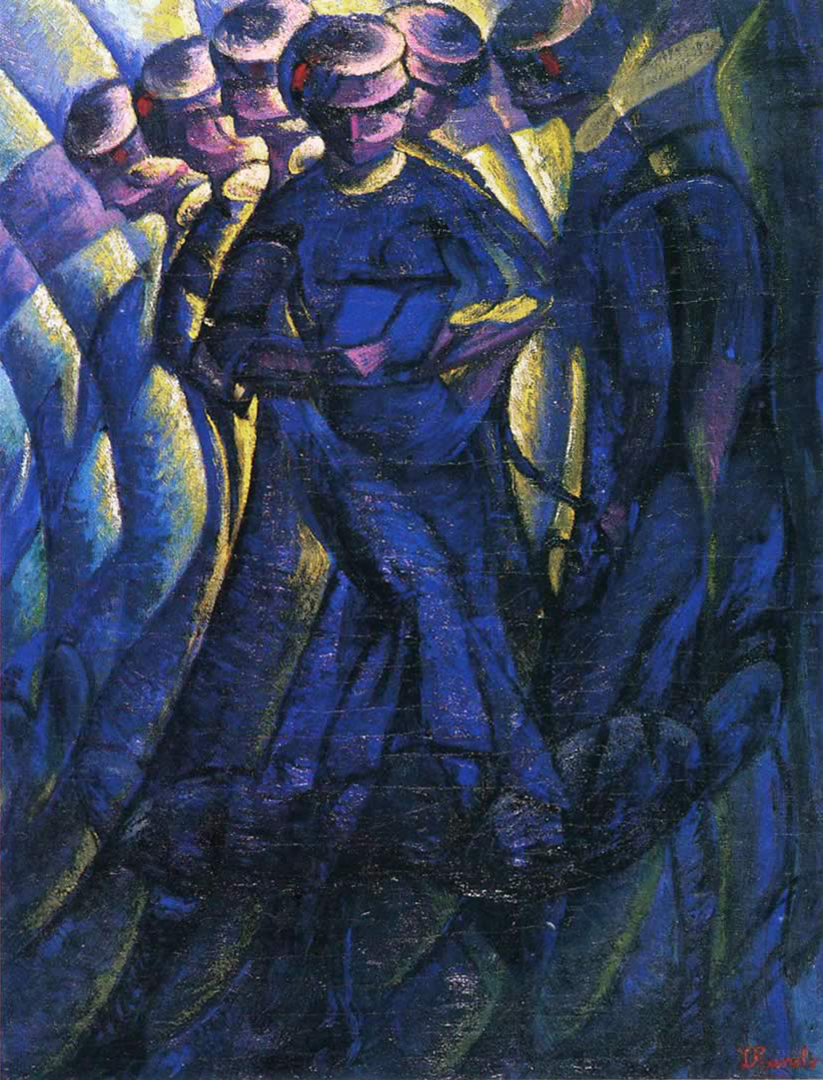
Luigi Russolo: Plastische Synthese der Bewegungen einer Frau (1912), Musée de Grenoble. Das Bild zeigt den Einfluss der Bewegtbildfotographie.

Während die vorimpressionistische realistische und naturalistische Kunst bemüht war, die Subjektivität des Künstlers und seine Bearbeitungsweise hinter der dargestellten Person zurücktreten zu lassen, hebt die Deformationsäthetik des Kubismus und Expressionismus durch die Dekomposition und Depersonalisierung der Objekte paradoxerweise die Persönlichkeit und Subjektivität des durch Mittel der radikalen Abstraktion und Konstruktion beliebig über die Körper verfügenden allmächtigen Künstlers hervor. Als frühes Beispiel kann Pablo Picassos Bild Les Demoiselles d’Avignon (1907) dienen, das mit allen akademischen Regeln der Darstellung des Körpers bricht.
In der kubistischen und expressionistischen Kunst spielt vor allem das „Primitive“, Archaische, Exotische, irrationalistisch-Wilde eine bedeutende Rolle. Einher geht das mit der Rezeption afrikanischer und polynesischen Kunst um 1900. Was von den Nationalsozialisten als „Barbarei“ verfemt wurde, lässt sich als radikalisierte Spielart „rousseauistischer, antizivilisatorischer Affekte“ gegen die entfremdete bürgerliche Lebensart, aber auch als künstlerisches Streben nach Reduktion, also nach immer einfacheren und abstrakteren Formen interpretieren. Ähnliches gilt für den Surrealismus, der Menschen aus ihrem gewohnten Kontext reißt, zerlegt und als fremde Objekte erscheinen lässt. Ein Beispiel dafür ist Salvador Dalís programmatisches Bild Metamorphose des Narziss (1937), in dem der sich in einem See spiegelnde Narziss durch anamorphotische Verwandlung als steinerne Hand und sein Kopf als Ei erscheint. Schließlich findet sich die Tendenz zur Entgrenzung der geschlossenen Körperformen wie etwa in Marcel Duchamps Akt, eine Treppe herabsteigend Nr. 2 (2012).

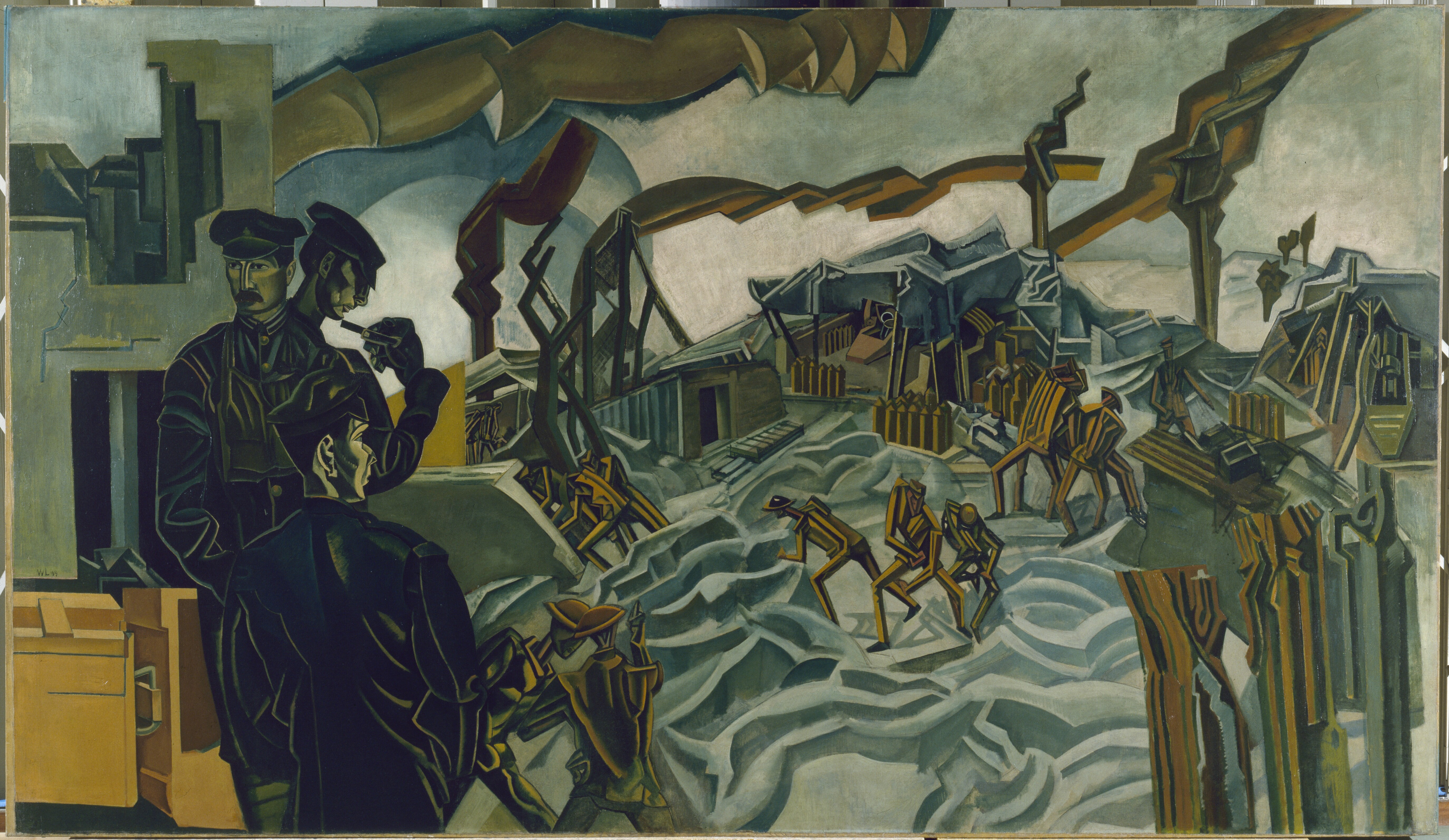
Zerschossene Geschützbatterie von Wyndham Lewis (1919). Das Bild zeigt außer drei überwiegend indifferent blickenden Offizieren eine Gruppe marionettenhaft verrenkter britischer Soldaten (nur an der charakteristischen Form der Helme erkennbar) auf einem von Granateinschlägen durchpflügten, scheinbar schwankenden Boden.

Depersonalisierung ist auch ein Thema von Kunstwerken, die dissoziative Wahrnehmungsstörungen als Folge von Drogenerlebnissen oder Erfahrungen von psychisch Kranken visualisieren. Viele Kunstexperimente unter Drogeneinfluss entstanden in den 1960er und 1970er Jahren. In neuerer Zeit bekannt wurden die experimentellen Arbeiten von Bryan Lewis Saunders (* 1969).

### Theater

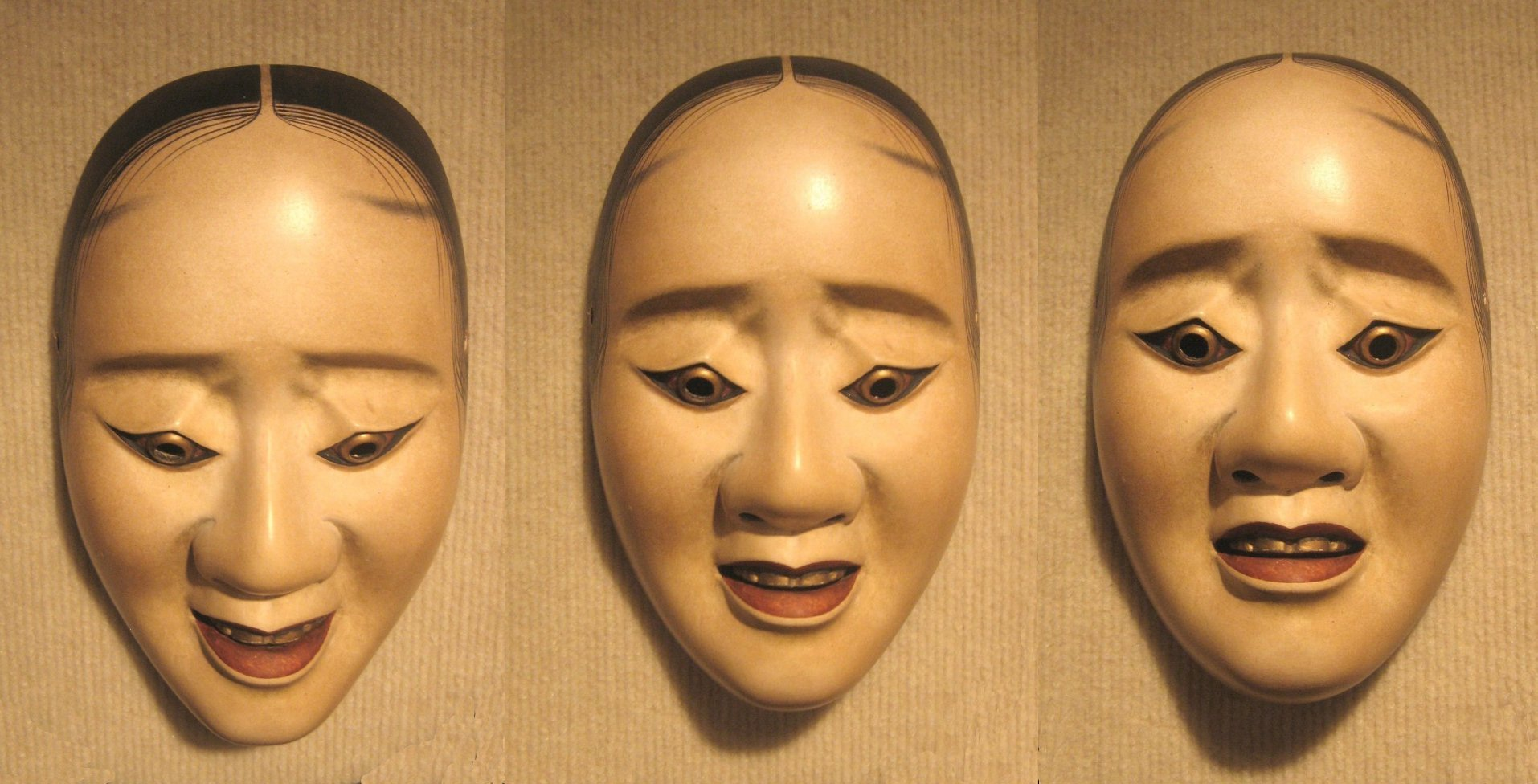
Nō-Maske: Je nach Neigung der Maske ergibt sich ein anderer Gesichtsausdruck

Besonders für das plurimediale Theater der Avantgarden erwies sich der Körper des Schauspielers, der im Vergleich zum Dramentext oder zur Ausstattung immer wichtiger wurde, als ein problematisches Medium. Der Schauspieler arbeitet anders als der Maler oder Schriftsteller nicht mit abgelöstem Material, sondern mit seinem Körper, was den intendierten Ausdruck überlagert (Multicodierung). Daraus ergab sich der Zwang zur phänomenologischen Verfremdung, zur Reduktion, Abstraktion oder Maskierung wie im Nō-Spiel oder Kabuki (dort durch maskenhaft aufgetragene Schminke). Der Schauspieler sollte zum perfekten Zeichenträger, zum reinen Medium werden. So trug die Depersonalisierung zur Entwicklung des Theaters zur plurimedialen Kunst bei und befreite es von inhumanen Kontrollzwängen.
Erste Impulse kamen um 1890 von dem belgischen Dramatiker Maurice Maeterlinck. Beginnend mit Alfred Jarrys König Ubu wurde der Schauspieler radikal depersonalisiert, sein phänomenaler Körper wurde ersetzt durch eine artifizielle, rein semiotische Figur. Damit wurde er zum anthropomorphen Zeichenträger und der Zuschauer durch Abstraktion und Reduktion bei Bühnenbild und Schauspieler zum imaginierenden Mitschöpfer. In vielen expressionistischen Dramen oder Brechts Lehrstücken wird die Depersonalisierung durch Vermeidung von Individualnamen unterstützt („Der Erste“, „Zweite“, „Dritte“ usw.). Auch die Verwesungsmetaphern in der Lyrik Gottfried Benns oder in Reinhard Goerings Tragödie Seeschlacht sind ein Zeichen expressionistischer Depersonalisierung.
Forciert wird die Depersonalisierung auch durch eine stilisierte Stimmführung und Technisierung im Theater Max Reinhardts oder durch Techniken wie die Biomechanik Wsewolod Meyerholds, die durch genau definierte Bewegungen und Haltungen die zu zeigenden Emotionen initiieren sollten. Auch der Tanz der 1920er Jahre wird durch geometrische, maschinenhafte Bewegungen geprägt (z. B. Oskar Schlemmers Triadisches Ballett).

### Musik
In der Musik sind Depersonalisierungs- und Denaturalisierungstendenzen schwieriger zu beschreiben, da Musik ohnehin abstrakter und konstruierter ist als eine Kunst oder Literatur, welche die Wirklichkeit beschreiben will. In der Musik äußert sich die Tendenz beispielsweise in einem gewissen Neoprimitivismus der expressionistischen Komponisten, in der Verdrängung der Emotion mittels Durchmathematisierung der Komposition (z. B. Zwölftonmusik), in der Ablehnung einer melodischen, als „natürlich“ empfundenen Stimmführung (z. B. durch extreme Intervalle wie bei Arnold Schönberg), durch reine Betonung des Geräuschhaften wie bei den Futuristen Luigi Russolo und Filippo Tommaso Marinetti oder durch komplizierte, „konstruierte“, maschinenartige Polyrhythmik wie in Arthur Honeggers Pacific 231, in der die Fahrt mit einer Dampflokomotive evoziert wird.

## Gesellschaftlicher Hintergrund
James Noyes hält Strömungen wie den italienischen Futurismus für ikonoklastische Erneuerungsbewegungen, die die klassischen oder auch vermeintlich falschen (ästhetischen, religiösen, kapitalistischen usw.) Idole auf symbolischem Wege zerstören. An deren Stelle tritt im frühen 20. Jahrhundert die Darstellung fetischartiger Typen mit verzerrter Anatomie und vergröberten Gesichtern (z. B. Prostituierte wie vermutlich auch auf Picassos Desmoiselles d’Avignon). 
In der Verdinglichung des Dargestellten und im Vorherrschen des Konstruierten drücken sich eine allgemeine Tendenz zur Objektivierung, Manipulation und Entindividualisierung der menschlichen Umgangsformen aus, die als typisch für die Industriegesellschaft, für die wachsenden Großstädte und insbesondere für den Ersten Weltkrieg gilt und alle Formen des populären sentimentalen Realismus oder Naturalismus zerstörte. In dieser Tendenz ist bereits die Neue Sachlichkeit als ein Versuch der Objektivierung aller Lebensbereiche angelegt, der die expressionistischen Übertreibungen zurücknimmt. Doch auch diese Gestaltungsform für fabrikmäßig produzierte Objekte, die nicht zum Besitz individueller Personen, sondern zur massenhaften Nutzung durch die Öffentlichkeit bestimmt sind, zeigt, dass die Industriegesellschaft den Individuen wenig Raum zur Selbstverwirklichung und -erfahrung bietet.
Mit zunehmender Individualisierung der Kultur und Gesellschaft steigt neuerdings der Anteil an Depersonalisationsstörungen an, was sich auch im Kunst- und Literaturgeschehen abbildet.

## Kritik
Die Depersonalisierungs- und Denaturalisierungstendenzen der Avantgarde wurden vielfach von der konservativen, religiösen und rechtsgerichteten Kritik als Verlust an menschlicher Substanz oder an Gemütswerten kritisiert, so (allerdings mit ambivalenter Haltung) von José Ortega y Gasset, der vor allem die dem Surrealismus nahestehende Literatur der Generación del 27 vor Augen hatte, von den Nationalsozialisten im Rahmen der Aktionen gegen Entartete Kunst, aber auch noch nach dem Zweiten Weltkrieg von Hans Sedlmayr und anderen.
Ortega zielt mit seiner Kritik allerdings auf kein konkretes Kunstwerk und definiert auch den Begriff der Depersonalisierung nicht genau. Er bezieht ihn auf die Tendenz des gesamten Modernismus, sich immer weiter vom menschlichen Leben zu entfernen. Jedoch sei die Kunst durch ihre Entmenschlichung davon entlastet, dauernd ihre Menschlichkeit zur Schau stellen und sich um soziale Belange kümmern zu müssen. Sie könne ihre eigenen Normen befolgen. Anders als die traditionelle Kunst gefalle die depersonalisierte Kunst der Mehrheit der Bevölkerung jedoch überhaupt nicht. Die Masse verstehe das neuartige, anti-populäre, depersonalisierte Kunstwerk im Unterschied zur traditionellen Kunst nicht („no la entiende“), und zwar weniger wegen der fehlenden oder verzerrten ästhetischen Details, sondern weil es nicht ihr Leben reflektiere. Diese Art von Kunst strebe nicht mehr nach breiter Verständlichkeit, die Minderheit hingegen verstehe sie sehr wohl. Allerdings erklärt Ortega die Ursachen dieser sozialen Spaltung nicht.